# Clixby
Clixby är en by i civil parish Grasby, i distriktet West Lindsey, i grevskapet Lincolnshire, i England. Byn är belägen 4 km från Caistor. Clixby var en civil parish 1866–1936 när blev den en del av Grasby. Civil parish hade 39 invånare år 1931. Byn nämndes i Domedagsboken (Domesday Book) år 1086, och kallades då Clisbi.